# Болдвін Тауншип (округ Аллегені, Пенсільванія)
Болдвін Тауншип (англ. Baldwin Township) — селище (англ. township) в США, в окрузі Аллегені штату Пенсільванія. Населення — 1985 осіб (2020).

## Демографія
Згідно з переписом 2010 року, у селищі мешкали 1992 особи в 849 домогосподарствах у складі 562 родин. Було 881 помешкання
Расовий склад населення:
| - 96,5 % — білих - 1,7 % — азіатів - 0,3 % — чорних або афроамериканців |

До двох чи більше рас належало 1,5 %. Частка іспаномовних становила 0,6 % від усіх жителів.
За віковим діапазоном населення розподілялося таким чином: 19,0 % — особи молодші 18 років, 63,1 % — особи у віці 18—64 років, 17,9 % — особи у віці 65 років та старші. Медіана віку мешканця становила 44,4 року. На 100 осіб жіночої статі у селищі припадало 95,1 чоловіків;  на 100 жінок у віці від 18 років та старших — 92,1 чоловіків також старших 18 років.
Середній дохід на одне домашнє господарство  становив 79 369 доларів США (медіана — 62 917), а середній дохід на одну сім'ю — 84 399 доларів (медіана — 74 107). Медіана доходів становила 52 792 долари для чоловіків та 46 538 доларів для жінок. За межею бідності перебувало 7,6 % осіб, у тому числі 9,5 % дітей у віці до 18 років та 7,7 % осіб у віці 65 років та старших.
Цивільне працевлаштоване населення становило 1048 осіб. Основні галузі зайнятості: освіта, охорона здоров'я та соціальна допомога — 21,1 %, фінанси, страхування та нерухомість — 16,8 %, роздрібна торгівля — 14,6 %.